# Non Boonjumnong
Non Boonjumnong (thailändisch นน บุญจำนงค์; * 12. Juli 1982 in Ratchaburi als Manon Boonjumnong) ist ein ehemaliger thailändischer Boxer im Weltergewicht und erreichte unter anderem einen neunten Platz bei den Olympischen Spielen 2008 in Peking. Er ist der jüngere Bruder des Boxers und Olympiasiegers Manus Boonjumnong.

## Karriere
Boonjumnong gewann mit einem Finalsieg gegen Baqtijar Artajew die Asienmeisterschaft 2002 in Seremban und gewann Bronze bei den Asienspielen desselben Jahres in Busan. Bei der Weltmeisterschaft 2003 in Bangkok schied er im Viertelfinale gegen Lorenzo Aragón aus und unterlag bei der asiatischen Olympiaqualifikation 2004 in Guangzhou gegen Hanati Silamu.
Bei der Militärweltmeisterschaft der CISM 2005 in Pretoria gewann er Silber, schied jedoch bei der Asienmeisterschaft 2007 in Ulaanbaatar noch in der Vorrunde aus.
Dafür erreichte er bei der Weltmeisterschaft 2007 in Chicago mit Siegen gegen Jorge Suarez, Aliasker Başirow, Andrei Balanow, Adam Trupish und Hanati Silamu das Finale, in welchem er gegen Demetrius Andrade unterlag. Mit diesem Erfolg war er für die Olympischen Spiele 2008 in Peking qualifiziert, wo er jedoch im Achtelfinale mit 10:11 gegen Hosam Bakr Abdin verlor.
Darüber hinaus war er Gewinner der Südostasienspiele 2001 in Kuala Lumpur, 2003 in Hanoi, 2005 in Bacolod City und 2007 in Nakhon Ratchasima.